# Los Andes (departement)
Los Andes is een departement in de Argentijnse provincie Salta. Het departement (Spaans:  departamento) heeft een oppervlakte van 25.636 km² en telt 5.630 inwoners.

## Plaatsen in departement Los Andes
- Caipe
- Chuculaqui
- Laguna Seca
- Mina La Casualidad
- Mina Tincalado
- Olacapato
- Quebrada del Agua
- Salar de Pocitos
- San Antonio de los Cobres
- Santa Rosa de los Pastos Grandes
- Socompa
- Taca Taca
- Tolar Grande
- Unquillar
- Vega de Arizaro